# Ardanj
Ardanj (persiska: اردنج) är en ort i Iran.   Den ligger i provinsen Khorasan, i den nordöstra delen av landet, 600 km öster om huvudstaden Teheran. Ardanj ligger 1 754 meter över havet och antalet invånare är 279.
Terrängen runt Ardanj är lite kuperad.Runt Ardanj är det ganska tätbefolkat, med 54 invånare per kvadratkilometer. Närmaste större samhälle är Now Deh, 18,6 km nordväst om Ardanj. Trakten runt Ardanj består i huvudsak av gräsmarker.